# Сомови
Сомови (лат. Siluridae) породица је риба мекоперки које имају потпуно окоштао скелет (праве кошљорибе). Припадају им највеће слатководне рибе у Европи. Око уста имају дугачке, меснате израштаје сличне брковима мачке. Кожа им је глатка и незаштићена крљуштима, али се зато у перајима налазе оштре коштане жбице које су добро одбрамбено средство.

## Распрострањеност и станиште
Живе у свим крајевима света углавном у слатким водама у веома разноврсним стаништима:
- у брзим планинским потоцима и рекама за чије се дно причвршћују устима или трбушном пијавком;
- муљевите, мирне воде са мало кисеоника што решавају честим изласком на површину да би прогутали ваздух;
- шупљине стена, пећине у којима влада потпуни мрак па су такве врсте са закржљалим очима, кожом без пигмената па им је тело или сабласно бело или провидно, тзв. стаклени сомови (Kryptopterus bicirrhis);

## Исхрана
Сомови су углавном грабљивице мада се могу срести и други начини исхране:
- исхрана органским отпацима као нпр. код коридораса (Corydoras arcuatus) који се гаји у акваријумима као чистач органских отпадака;
- паразитске врсте, које се хране сишући крв са шкрга других риба.

## Размножавање
Брига о потомству карактеристична за сомове је истовремено веома необична за кошљорибе. Разлог је што образују мањи број јаја па је онда неопходно да их сачувају. Томе прибегавају на разно-разне начине, од тога да мужјак чува јаја у устима, преко заједничке бриге оба родитеља па до тога да женка јаја и младе носи у кожним превојима на трбушној страни тела.

## Значајне и необичне врсте
- Сом достиже дужину од 4-5 m и тежину од 400 kg па по томе представља највећу рибу европских слатких вода. Осим по величини, ова врста је позната и по дужини живота јер може да достигне старост од преко 100 година. У четвртој години живота достиже полну зрелост. Има три пара израштаја око уста (бркова) од којих је један пар на горњој вилици знатно дужи од осталих на доњој. Мресте се у паровима и воде бригу о потомству. Сом или европски сом, како се још назива, насељава текуће и стајаће воде у централној и источној Европи као и западној и југозападној Азији. Код нас се највише налази у великим низијским рекама, а највише у Дунаву. За своје станиште бира мекано, муљевито дно и везује се за њега тако да никада не одлази далеко. Веома је прождрљива и грабежљива риба.
- Патуљасти сом или амерички сомчић (Amiurus nebulosus) пореклом је из Северне Америке и, као што му име каже, знатно мањих димензија од свог рођака, европског сома. Може да достигне дужину од 0,5 m и тежину од око 0,5 .

- Електрични сом (Malopterurus electricus) живи у рекама Африке. Достиже дужину од 0,5 m. У стању је да производи електрични напон од 350 V па тако може да представља опасност за човека.
- Изврнути сом (Synodontis angelicus) који док је млад при пливању има нормалан положај тела, а кад порасте онда плива на леђима.